# Písecké hory

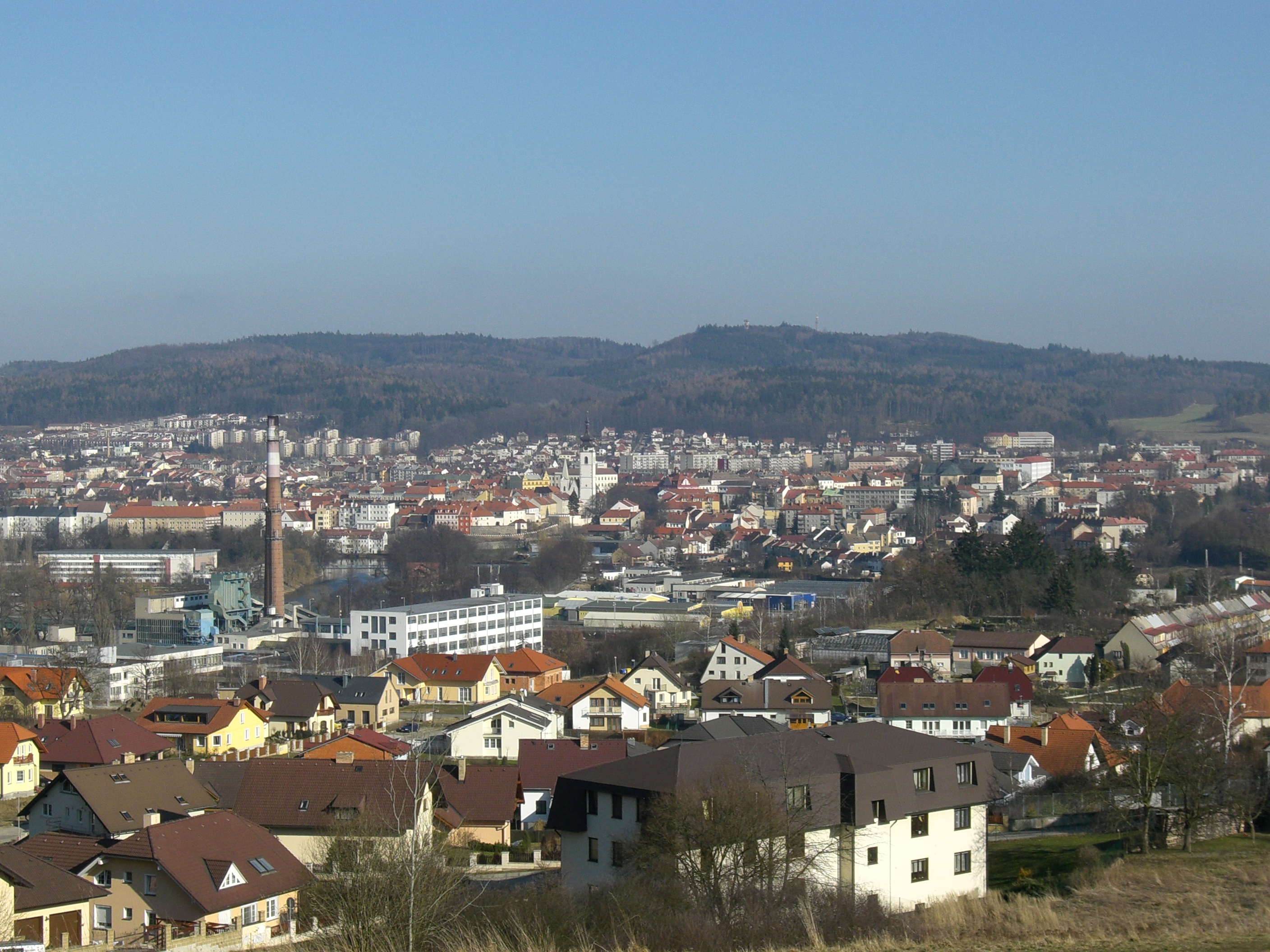
Písecké hory dotvářejí na východní straně panorama města Písek

Písecké hory jsou běžně užívané označení pro geomorfologický okrsek Mehelnická vrchovina v jižních Čechách. Jde o zalesněný hřeben, tvořící rozvodí řek Otavy s Blanicí na straně jedné a Vltavy na straně druhé, který se táhne od východního okraje města Písek jihovýchodním směrem až téměř k Temelínu. Vznikly ve starších prvohorách a jsou součástí Středočeské pahorkatiny. Písecké hory jsou místem klidu, nejenom pro obyvatele Písku, ale i přilehlých vesnic. Nacházejí se zde převážně smíšené lesy. Nejvyšším vrcholem je Velký Mehelník (632 m n. m.). V současnosti patří většina Píseckých hor městu Písek.
Část Píseckých hor je součástí přírodního parku Písecké hory.

## Původ názvu
Etymologie názvu není příliš složitá. Výraz „hory“, se odvozuje od středověkého hornictví (těžba nejen zlata). Přívlastek „písecké“ pak od toho, že Písecké hory patří tradičně královskému městu Písku.

## Archeologické nálezy
Z archeologických výzkumů vyplývá, že zde bylo osídlení v pozdní době kamenné a době bronzové. Nalezená mohylová pohřebiště pochází z doby halštatské. V Píseckých horách byl na konci 60. let 20. století proveden první archeologický výzkum hlubinného dolu v Česku. Hlubinná těžba zlata v Píseckých horách začala na přelomu 13. a 14. století, vrchol těžby v dolu Havírky je kladen do 15. a 16. století. Na povrchu jsou ze zlatodolu patrné dvě řady propadlých šachet a štol, objeveny byly i pozůstatky dvou kováren, hornické nářadí (želízka, mlátky, hornické lampičky), menších obytná stavení, keramické střepy a úlomky kamnových kachlů. Podzemní prostory jsou zaplavené vodou – v polovině 70. let 20. století zde potápěči prováděli archeologický výzkum.

## Zajímavosti
- Velký Mehelník – nejvyšší vrchol Píseckých hor s tzv. Loupežnickým stolem
- rozhledna Jarník – nacházející se 58 m nad 609 m vysokým Jarníkem
- Lesní naučná stezka – naučná stezka místní lesnické školy (Vyšší odborná škola lesnická a Střední lesnická škola Bedřicha Schwarzenberka Písek)

## Nejvyšší vrcholy
1. Velký Mehelník (632 m nad mořem)
2. Vysoký Kamýk (628 m)
3. Pasecký vrch (625 m)
4. Kraví hora (613 m)
5. Jarník (609 m)
6. Malý Mehelník (595 m)
7. Kometa (593 m)
8. Němec (587 m)
9. Matka (580 m)
10. Zdoba (574 m)
11. Chudý vrch (573 m)
12. Ostrý vrch (538 m)